# Liste der Kantone im Département Val-de-Marne
Das Département Val-de-Marne liegt in der Region Île-de-France in Frankreich. Es untergliedert sich in drei Arrondissements mit 25 Kantonen (französisch cantons).
Siehe auch: Liste der Gemeinden im Département Val-de-Marne

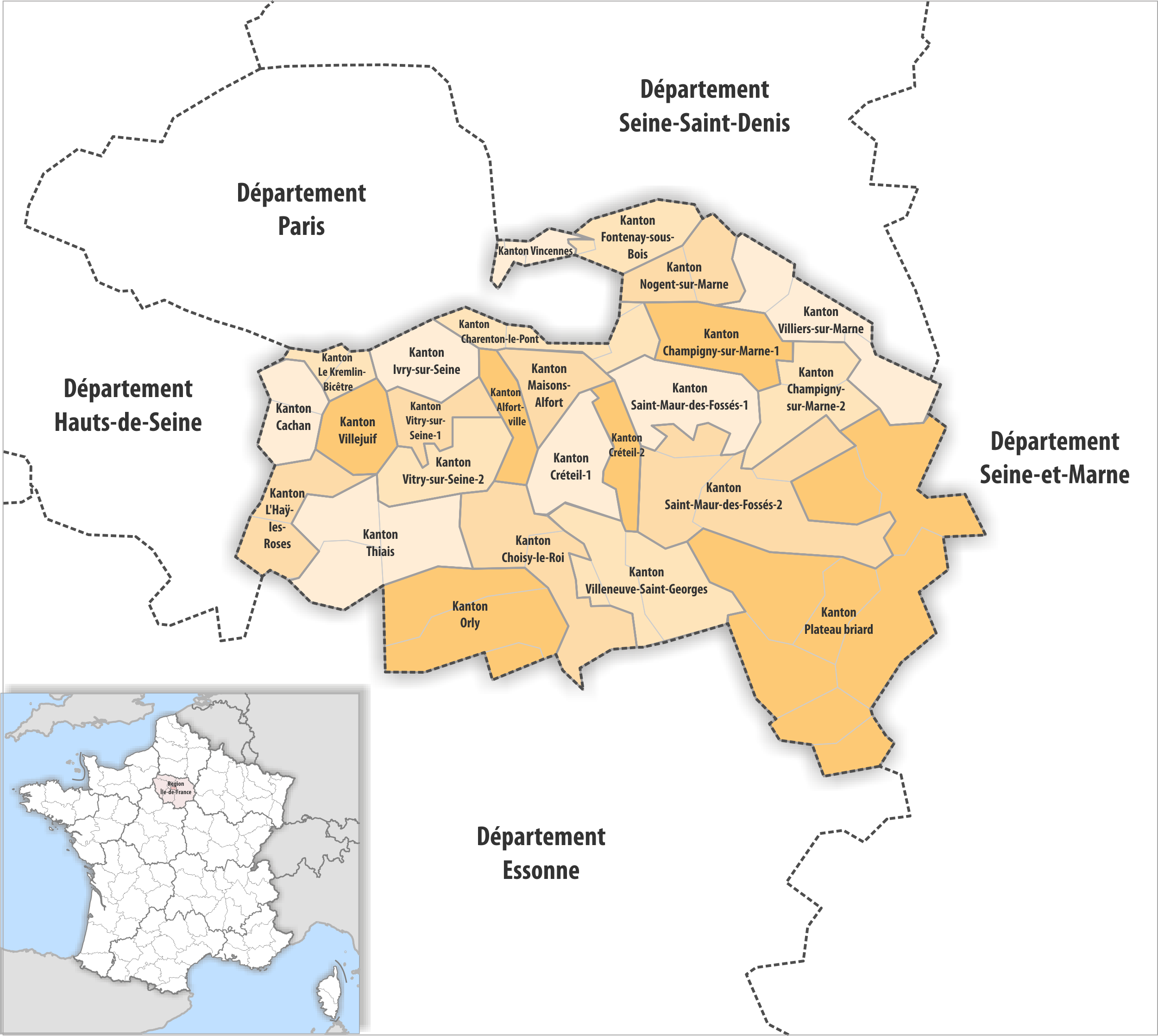
Gemeinden und Kantone im Département Val-de-Marne

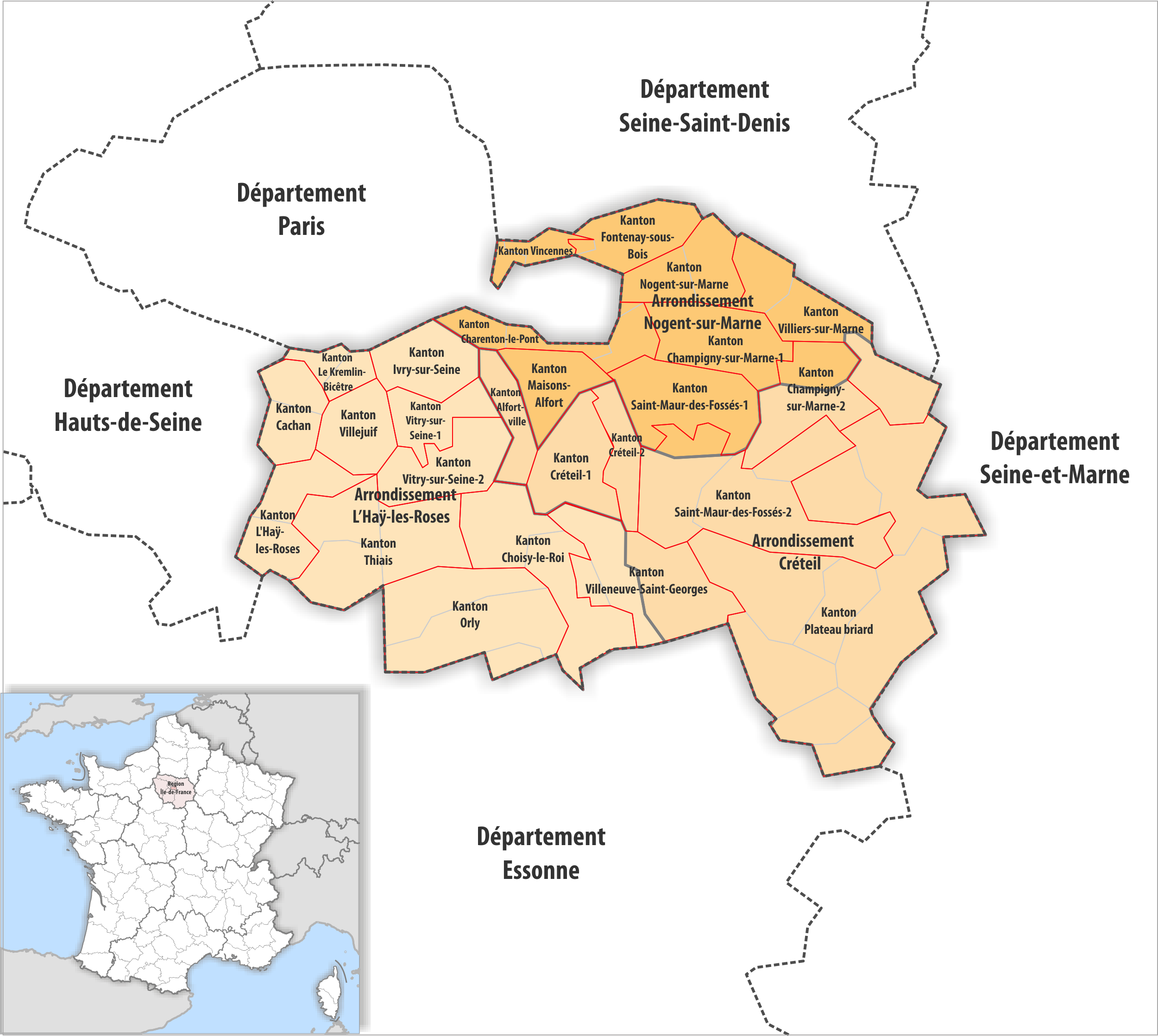
Gemeinden, Arrondissemente und Kantone im Département Val-de-Marne

| Kanton                   | Gemeinden | Einwohner 1. Januar 2022 | Fläche km² | Dichte Einw./km² | Code INSEE | Arrondissement(e)         |
| ------------------------ | --------- | ------------------------ | ---------- | ---------------- | ---------- | ------------------------- |
| Alfortville              | 1         | 45.569                   | 3,67       | 12.417           | 9401       | Créteil                   |
| Cachan                   | 2         | 52.394                   | 5,07       | 10.334           | 9402       | L’Haÿ-les-Roses           |
| Champigny-sur-Marne-1    | 1⁄2       | 52.594                   | 8,36       | 6.291            | 9403       | Nogent-sur-Marne          |
| Champigny-sur-Marne-2    | 1 ⁄2      | 44.068                   | 8,21       | 5.368            | 9404       | Créteil, Nogent-sur-Marne |
| Charenton-le-Pont        | 3 1⁄2     | 64.938                   | 5,77       | 11.254           | 9405       | Nogent-sur-Marne          |
| Choisy-le-Roi            | 1 ⁄2      | 68.983                   | 12,34      | 5.590            | 9406       | L’Haÿ-les-Roses           |
| Créteil-1                | 1⁄2       | 47.428                   | 7,00       | 6.775            | 9407       | Créteil                   |
| Créteil-2                | 1⁄2       | 45.431                   | 4,46       | 10.186           | 9408       | Créteil                   |
| Fontenay-sous-Bois       | 1 ⁄2      | 61.650                   | 5,86       | 10.520           | 9409       | Nogent-sur-Marne          |
| L’Haÿ-les-Roses          | 2         | 60.636                   | 7,46       | 8.128            | 9410       | L’Haÿ-les-Roses           |
| Ivry-sur-Seine           | 1         | 64.526                   | 6,10       | 10.578           | 9411       | L’Haÿ-les-Roses           |
| Le Kremlin-Bicêtre       | 2         | 42.561                   | 2,72       | 15.647           | 9412       | L’Haÿ-les-Roses           |
| Maisons-Alfort           | 1         | 57.422                   | 5,35       | 10.733           | 9413       | Nogent-sur-Marne          |
| Nogent-sur-Marne         | 1 ⁄2      | 66.665                   | 6,57       | 10.147           | 9414       | Nogent-sur-Marne          |
| Orly                     | 3         | 51.388                   | 16,20      | 3.172            | 9415       | L’Haÿ-les-Roses           |
| Plateau briard           | 8         | 61.941                   | 48,80      | 1.269            | 9416       | Créteil                   |
| Saint-Maur-des-Fossés-1  | 1⁄2       | 62.854                   | 9,21       | 6.825            | 9417       | Nogent-sur-Marne          |
| Saint-Maur-des-Fossés-2  | 3 1⁄2     | 69.678                   | 21,39      | 3.258            | 9418       | Créteil, Nogent-sur-Marne |
| Thiais                   | 3         | 57.488                   | 14,85      | 3.871            | 9419       | L’Haÿ-les-Roses           |
| Villejuif                | 1         | 58.142                   | 5,34       | 10.888           | 9420       | L’Haÿ-les-Roses           |
| Villeneuve-Saint-Georges | 2 1⁄2     | 55.568                   | 14,08      | 3.947            | 9421       | Créteil, L’Haÿ-les-Roses  |
| Villiers-sur-Marne       | 3         | 71.738                   | 12,00      | 5.978            | 9422       | Créteil, Nogent-sur-Marne |
| Vincennes                | 1 ⁄2      | 60.587                   | 2,55       | 23.760           | 9423       | Nogent-sur-Marne          |
| Vitry-sur-Seine-1        | 1⁄2       | 48.003                   | 4,49       | 10.691           | 9424       | L’Haÿ-les-Roses           |
| Vitry-sur-Seine-2        | 1⁄2       | 47.279                   | 7,18       | 6.585            | 9425       | L’Haÿ-les-Roses           |
| Département Val-de-Marne | 47        | 1.419.531                | 245,03     | 5.793            | 94         | –                         |

## Ehemalige Kantone
Vor der landesweiten Neuordnung der Kantone im März 2015 teilte sich das Département in 49 Kantone:
| Arrondissement   | Kantone |
| ---------------- | --- |
| Créteil          | Alfortville-Nord, Alfortville-Sud, Boissy-Saint-Léger, Bonneuil-sur-Marne, Charenton-le-Pont, Choisy-le-Roi, Créteil-Nord, Créteil-Ouest, Créteil-Sud, Ivry-sur-Seine-Est, Ivry-sur-Seine-Ouest, Maisons-Alfort-Nord, Maisons-Alfort-Sud, Orly, Saint-Maur-des-Fossés-Centre, Saint-Maur-des-Fossés-Ouest, Saint-Maur-La Varenne, Sucy-en-Brie, Valenton, Villecresnes, Villeneuve-le-Roi, Villeneuve-Saint-Georges, Vitry-sur-Seine-Est, Vitry-sur-Seine-Nord, Vitry-sur-Seine-Ouest |
| L’Haÿ-les-Roses  | Arcueil, Cachan, Chevilly-Larue, Fresnes, L’Haÿ-les-Roses, Le Kremlin-Bicêtre, Thiais, Villejuif-Est, Villejuif-Ouest |
| Nogent-sur-Marne | Bry-sur-Marne, Champigny-sur-Marne-Centre, Champigny-sur-Marne-Est, Champigny-sur-Marne-Ouest, Chennevières-sur-Marne, Fontenay-sous-Bois-Est, Fontenay-sous-Bois-Ouest, Joinville-le-Pont, Nogent-sur-Marne, Ormesson-sur-Marne, Le Perreux-sur-Marne, Saint-Mandé, Villiers-sur-Marne, Vincennes-Est, Vincennes-Ouest |